# Institut Max-Planck d'optique quantique
L' Institut Max-Planck d'optique quantique (en allemand : Max-Planck-Institut für Quantenoptik, abrégé en MPQ) est l'un des instituts de la Société Max Planck. Il  est localisé à Garching près de Munich.

## Description
Cinq départements scientifiques sont actuellement (en 2022) établis au MPQ :
- Spectroscopie laser (depuis 1986, direction Theodor Hänsch),
- Dynamique quantique (depuis 1999, direction Gerhard Rempe ),
- Théorie (depuis 2001, direction Ignacio Cirac ),
- Physique de l'attoseconde (depuis 2003, direction Ferenc Krausz ),
- Quantum Many-Body Systems (depuis 2008, direction Immanuel Bloch).

D'autres unités sont les groupes de recherche suivants :
- Spectroscopie antimatière (Masaki Hori)
- Intrication de systèmes quantiques complexes (Norbert Schuch)
- Rydberg-dressed Quantum Many-Body Systems (Christian Groß)
- Réseaux quantiques (Andreas Reiserer)

Le thème central de la recherche de l'Institut est l'interaction de la lumière et de la matière dans des conditions extrêmes. La lumière se propage comme une onde électromagnétique et se comporte en même temps comme une pluie de photons. De nouvelles expériences permettent de mieux comprendre l'interaction des forces naturelles et ouvrent la voie à de puissants ordinateurs quantiques, à la microscopie à haute résolution et à de nouvelles sources de rayonnement pour la médecine. Des théoriciens développent de nouveaux concepts et algorithmes pour la communication quantique.

## Histoire de l'Institut
L'Institut Max Planck d'optique quantique a été fondé le 1er janvier 1981. Il est issu d'un groupe de projet pour la recherche laser qui a été commencé à travailler en janvier 1976. 
Le groupe commence ses travaux avec 46 employés sous la direction de Karl-Ludwig Kompa, Herbert Walther et Siegbert Witkowski. Lors de la création de l'Institut Max-Planck d'optique quantique, le groupe comptait 82 membres dans des départements de physique laser (Herbert Walther), de chimie laser (Karl-Ludwig Kompa) et de plasmas laser (Siegbert Witkowski). En avril 1986, l'institut a été élargi avec un quatrième département, la Spectroscopie Laser, grâce à la nomination de Theodor Hänsch, alors à l'université Stanford.
En juillet 1986, un nouveau bâtiment en bordure sud du site de recherche de Garching  est mis en service.
La première réorientation du programme de recherche commence avec le départ à la retraite de Siegbert Witkowski en 1993. Le laser utilisé alors est démantelé en 1997 et transféré à Prague fin 1998 à l'Institut de physique des plasmas de l'Académie tchèque des sciences, où il est exploité depuis. Le groupe de travail « plasmas lasers » dirigé par Klaus-Jürgen Witte et Jürgen Meyer-ter-Vehn a poursuivi d'autres travaux sur les interactions lumière-plasma jusqu'en 2004. 
Avec la nomination de Gerhard Rempe (alors à l'Université de Constance) comme nouveau directeur du MPQ, le département « Dynamique quantique » est créé en 1999. En 2001, le groupe de projet « Ondes gravitationnelles » est déplacé à Hanovre, et depuis il fait partie de l'Institut Max-Planck de physique gravitationnelle (Potsdam), fondé en 1995. La même année 2001, Ignacio Cirac (alors à l'Université d'Innsbruck) est nommé directeur du MPQ et y crée le département « Théorie ».
Début 2003, Herbert Walther prend sa retraite, mais poursuit ses travaux de recherche à la tête du groupe émérite « Physique laser » jusqu'à sa mort en juillet 2006. Son successeur comme directeur au MPQ et professeur au LMU est Ferenc Krausz (alors Université technique de Vienne), qui dirige depuis 2003 le département « Physique de l'attoseconde » au MPQ. En 2006, Karl-Ludwig Kompa a pris sa retraite. Avec lui, tous les pères fondateurs de l'institut ont pris leur retraite. 
L'attribution du prix Nobel de physique 2005 à Theodor Hänsch pour le développement du peigne de fréquences optiques a été un moment fort de la vie de l'Institut. C'est notamment grâce à ce prix que Hänsch a continué à travailler au LMU et au MPQ jusqu'en 2016. Par ailleurs, une chaire Carl Friedrich von Siemens a été créée pour lui au LMU et la Fondation d'excellence créée en 2006 pour soutenir la Société Max Planck lui a accordé une dotation pour sa recherche au MPQ. 
Le 1er août 2008, le MPQ est élargi pour inclure un cinquième département, "Quantum Many-Body Systems" dirigé par Immanuel Bloch. L'un des domaines de travail est l'étude des gaz quantiques ultrafroids dans des cristaux artificiels constitués de lumière, appelés réseau de diffraction. De tels systèmes peuvent modéliser le comportement des solides et ainsi aider à mieux comprendre des propriétés telles que la conductivité ou la supraconductivité.

## International Max Planck Research School (IMPRS)
L'Institut Max-Planck d'optique quantique est impliqué dans la International Max Planck Research School of Advanced Photon Science. Les autres partenaires de coopération sont l'Université Louis-et-Maximilien de Munich, l'Université technique de Munich et l'Université technique de Vienne,.